# ویکتوریا آلکسانیان
ویکتوریا آلکسانیان (ارمنی: Վիկտորյա Ալեքսանյան؛ انگلیسی: Victoria Aleksanyan؛ زادهٔ ۱۹۸۷) تهیه‌کننده فیلم، کارگردان فیلم و روزنامه‌نگار اهل ارمنستان است. وی یکی از بنیانگذار انجمن فیلمسازان مستقل ارمنستان (انگلیسی: Independent Filmmakers Community of Armenia (IFCA)) می‌باشد.

## زندگی‌نامه
وی در ۱۹۸۷ در ایروان به دنیا آمد و از دانشگاه روسی-ارمنستانی و دانشکده هنر دانشگاه کلمبیا فارغ‌التحصیل گشت. .

## جوایز و نامزدی‌ها
- Best Film Nomination at Golden Apricot IFF Armenian Panorama 2014 یازدهمین دوره جشنواره بین‌المللی فیلم زردآلوی طلایی ایروان
- Best Foreign Film Award at Sunset Film festival, Los-Angeles in 2015.